# Sophie Zhang (lanceuse d'alerte)
Pour les articles homonymes, voir Sophie Zhang.
Sophie Zhang est une data scientist et lanceuse d'alerte américaine qui a travaillé chez Facebook de 2018 à 2020. Enquêtant sur les « faux engagements » sur Facebook, elle a découvert que des réseaux de manipulation politique abusive et de harcèlement de partis d'opposition utilisaient Facebook de manière organisée, voire coordonnée, dans au moins 25 pays.
Zhang a montré que la plupart de ces réseaux subversifs utilisent des pages d'organisation de Facebook, configurées avec des noms d'humains et des photographies pour imiter des comptes humains pour échapper — avec succès — aux efforts émergents de Facebook pour contrer les faux utilisateurs propageant des mensonges et théroies du complot. Le journal britannique The Guardian a consacré une série, The Facebook Loophole, basée sur les ressources et les comptes de Zhang, pour rendre compte de ces manipulations politiques se développant au sein de Facebook.
Ses alertes et dénonciations seront suivies par celles d'une autre data scientist de Facebook : Frances Haugen en 2021.

## Carrière
Durant deux ans, Sophie Zhang a travaillé chez Facebook comme data scientist (jusqu'en septembre 2020) au sein d'une équipe baptisée Fake Engagement (branche de la Spam team chargée de rechercher les abus sur la plateforme afin de les contrer ou modérer). Zhang a enquêté sur les « faux engagements » tels que de faux likes, faux commentaires, faux partages et réactions inauthentiques.
Aucune équipe Facebook n'est destinée à enquêter et à débusquer les pages d'organisation fausses ou abusives. Zhang estime que le public et les régulateurs doivent savoir ce qui se passe pour assurer une surveillance, car l'essentiel de l'« activité inauthentique » est conçue pour ne pas être détectée : « Vous ne pouvez pas réparer quelque chose à moins que vous ne sachiez qu'elle existe » rappelle-t-elle.

### Abus gouvernementaux et manipulations politiques dévoilés
Confirmant les problèmes révélés par le scandale Facebook-Cambridge Analytica / AggregateIQ, Zhang a mis au jour des séries de « tentatives évidentes et multiples de gouvernements nationaux et étrangers d'abuser de notre plateforme à grande échelle pour induire leurs propres citoyens en erreur, [qui] ont fait l'actualité internationale à plusieurs reprises », avec par exemple :
- Honduras (2018)[4] : le président Juan Orlando Hernández - De juin à juillet 2018, 78 % des publications Facebook d'Hernández ont reçu des likes qui n'étaient pas de vraies personnes, quintuplant artificiellement son soutien populaire[2]. Le responsable social des pages Facebook officielles de Hernández, tant pour Hernández que pour sa défunte sœur (ex-ministre des communications), contrôlait directement plusieurs centaines de fausses entités[2]. Cette campagne a utilisé les pages d'organisation de Facebook, configurées avec des noms humains et des photographies, pour ajouter du soutien et attirer les lecteurs inconscients[2].
- Azerbaïdjan (2019)[5] : Zhang a montré que le parti au pouvoir utilisait des milliers de pages d'organisations pour harceler les partis d'opposition. Ce réseau de pages était toujours actif en juin 2021.
- Des cas similaires ont été mis à jour en Inde[6], aux États-Unis[2], en République dominicaine[7], au Mexique[2], au Honduras[2], au Salvador[7], en Équateur[2], en Bolivie[2], au Paraguay[2], en Argentine[2], en Italie[2], en Pologne[2], en Ukraine[2], en Albanie[2] en Bulgarie[2], en Turquie[2], en Irak[2], en Tunisie[2], en Afghanistan[7], en Mongolie[2], en Inde[2], en Birmanie, en Indonésie[2], aux Philippines[2], en Corée du Sud[2] et dans d'autres pays.

### Départ de Facebook
Zhang a été licenciée de Facebook en septembre 2020. Elle a refusé une indemnité de départ de 64 000 $ liée à un accord de non-dénigrement restreignant sa capacité à parler publiquement des problèmes de Facebook.
Le jour de son départ, elle a publié un message de départ de 7 800 mots sur le forum interne de Facebook décrivant l'échec de Facebook à lutter contre les campagnes de manipulation politique similaires à l'ingérences russes dans l'élection présidentielle américaine de 2016. Anticipant une suppression du message par Facebook, elle a créé un site Web personnel protégé par mot de passe avec une copie du message, puis a distribué son adresse Web et son mot de passe à ses collègues de Facebook. Facebook supprime effectivement son message interne, contacte son hébergeur et son registraire de nom de domaine, entraînant la mise hors-ligne de son site.

### Critiques de Facebook
Zhang a mis en exergue plusieurs lacunes graves dans la gestion par Facebook des engagements politiques non authentiques et de la propagande qui se sont développés sur la plateforme :
- Évaluation des priorités de Facebook[7]. Le GAFA a concentré ses efforts sur des problèmes « à grande échelle » (ex. : spam) plutôt que sur des cas spécifiques d'incivilité et de lobbying politique[7]. Ses priorités ont en outre été établies selon le volume des posts, faisant que les manipulations politiques pures et simples exercées via Facebook dans les petits pays n'ont pas été traitées malgré des impacts réels et graves[7]. Selon Zhang, 99 % des ressources sont destinées à la lutte contre les spams[8]. Une expansion destinée à lutter contre les manipulations politiques et électorales a été rejetée par la direction en raison du manque de ressources humaines[8] ;
- Facebook a créé une équipe destinée à la lutte contre les faux comptes, mais aucune pour contrer les organisations d'entités imitant des comptes d'utilisateurs humains[9] ;
- Facebook a minimisé les alertes remontées à la direction par ses analystes de données[7] ;
- Malgré les engagements de Marc Zuckerberg après le scandale Facebook-Cambridge Analytica / AggregateIQ, les priorités d'investissement de la plateforme, combinées à la charge de travail interne ne permettent pas de gérer pertinemment les manipulations politiques et de lobbies[7] ;
- Le processus de décision de Facebook est généralement bâclé et aléatoire[10], malgré ses efforts pour se présenter comme une entité pleinement compétente et responsable[10] ;
- Facebook est centré sur les États-Unis et l'Occident[7], faisant que les cas détectés de manipulations politiques sont traitées rapidement quand ils concernent l'Occident, mais pas pour les autres régions du monde ; là elles sont tardives ou non-traitées[7] ;
- l'approche de gestion des relations publiques de Facebook consiste surtout à attendre et réagir à la couverture médiatique[7]. La direction se base sur les couvertures médiatiques négatives pour fixer ses priorités, arguant qu'un problème n'ayant pas été cité par les médias n'a qu'une importance mineure ou nulle[7] ;
- Bien qu'ayant plus d'un milliard d'utilisateurs, Facebook agit sans aucune surveillance publique[10],[7]. Des analystes de données de bas niveau y ont un pouvoir de contrôle et de censure sur les dirigeants mondiaux[7],[10] sur les discours publics. Ils ont aussi la capacité de laisser des manipulations politiques se poursuivre ou non[7]. Zhang a surveillé et personnellement pris ou non pris des mesures dans d'innombrables pays, dont certains ont été secoués par des troubles civils[10]. Zhang a déclaré qu'elle avait donc « du sang sur les mains »[7].

Tout comme Frances Haugen après elle (en 2021), Zhang soutient que Facebook n'agit pas par méchanceté, mais plutôt par bêtise, inconséquence, et au hasard et plutôt pour chercher à préserver sa réputation et ses relations publiques que via une stratégie claire et transparente.

## Vie privée
Zhang est une femme trans ; elle a déclaré qu'elle en avait assez « d'être placardisée comme femme transgenre » et que c'est un aspect central de son identité qui a influencé ses actions sur Facebook et après son départ.